# چارلز کوریا
چارلز کوریا (انگلیسی: Charles Correa؛ زادهٔ ۱ سپتامبر ۱۹۳۰ - درگذشته ۱۶ ژوئن ۲۰۱۵) یک معمار اهل هند بود.
وی فارغ‌التحصیل دانشگاه میشیگان بود

## درباره
- معمار،طراح و برنامه ریز،تئوریسین، استاد بین‌المللی و سیاح:

آثار کورئا در هند بیانگر یک توسعه بی عیب و نقص، سازش و انطباق اندیشه‌های مدرنیسم و اندیشه‌های غیر غربی است.
در آثار اولیه کورئا تمایل به کاوش در شیوه‌های بومی – محلی در تضاد با جهان مدرن اطراف مشهود است.
اما طرح‌های استفاده از زمین کورئا و طرح‌ها و برنامه‌های عمومی او دائماً در تکاپو برای یافتن راه حل، ورای راه حل‌های معمولی، برای جوامع جهان سومی هستند.

مرد اول معماری هند، فلسفهٔ ساده ای در زندگی دارد:
باید به کار خود ایمان داشت ، در غیر این صورت آن کار خسته کننده خواهد بود.
- کورئا همیشه پذیرای بازخوردها بوده‌است اما هیچگاه از طرح‌هایش و چیزی که به آن ایمان داشته کوتاه نیامده و بر سر آن سازش نکرده‌است.

چارلز کورئا:
من به خوبی به نظرات دیگران گوش می سپارم. اما ترجیح میدهم یک مشتری را از دست بدهم تا اینکه تغییراتی ایجاد کنم که به آن باور ندارم.

## کورئا و کوربوزیه
همچون بسیاری دیگر از معماران نسل خود، چارلز کورئا نیز تحت تأثیر لوکوربوزیه بود، اما بر اساس شرایط اقلیمی محیطی خود و با نظر قاطع و جدی اش براینکه باور داشت تجلی افکار لو کوربوزیه در شرایط اقلیمی سردتر سودمند نبوده‌است زیرا اشکال و اشارات حماسی که میبایست در
شرایط اقلیمی مطابق با آن و قابل حفاظت توسط آن قرار می‌گرفتند، در شرایطی قرار خواهند گرفت که باید توسط وسایل گرمایشی داخل ساختمان حفاظت شوند.

چارلز کورئا:
در سال 1955 در راه برگشت به بمبئ بودم که در پاریس خانه ژائول (لو کوربوزیه) را در دست ساخت دیدم.
کاملاً تحت تأثیر قرار گرفته بودم. با چیزهایی که در آمریکا درس داده میشد یک دنیا تفاوت داشت، سپس شهر خیالی چندیگر که توسط کوربوزیه طراحی شده بود را دیدم. احساس کردم به این میگویند معماری!

## کورئا و گاندی
آرمان گاندی برای یک هند مستقل، مدلی روستایی و غیر صنعتی بوده‌است با معماری و سنتی
کورئا در کارهای اولیه‌اش (موزه یادبود گاندی) این ایده را در قالب فرم با قدرت بیان می‌کند و آن را به مثابه حکمی غیرقابل انعطاف به نمایش میگذارد.

## اصول
1. کار تدریجی و مرحله به مرحله
2. جاگذاری
3. چندگانگی و جمع گرایی
4. جریان پیشرو
5. تعادل
6. توجه به فضای باز

## برخی از آثار

### بمبئ
- کلیسای سالواکائو – مجتمع مسکونی کانچانجونگا

### گوا
- آکادمی کالا

### احمدآباد
- موزه یادبود گاندی – خانه رامکریشنا

### دهلی
- مرکز ال آی سی – ساختمان کنسولگری انگلستان

### کرالا
- هتل بزرگ ساحل کوالام

### جزیره آندامان
- هتل جزیره سرخ در پورت بلیر